# Wace z Jersey

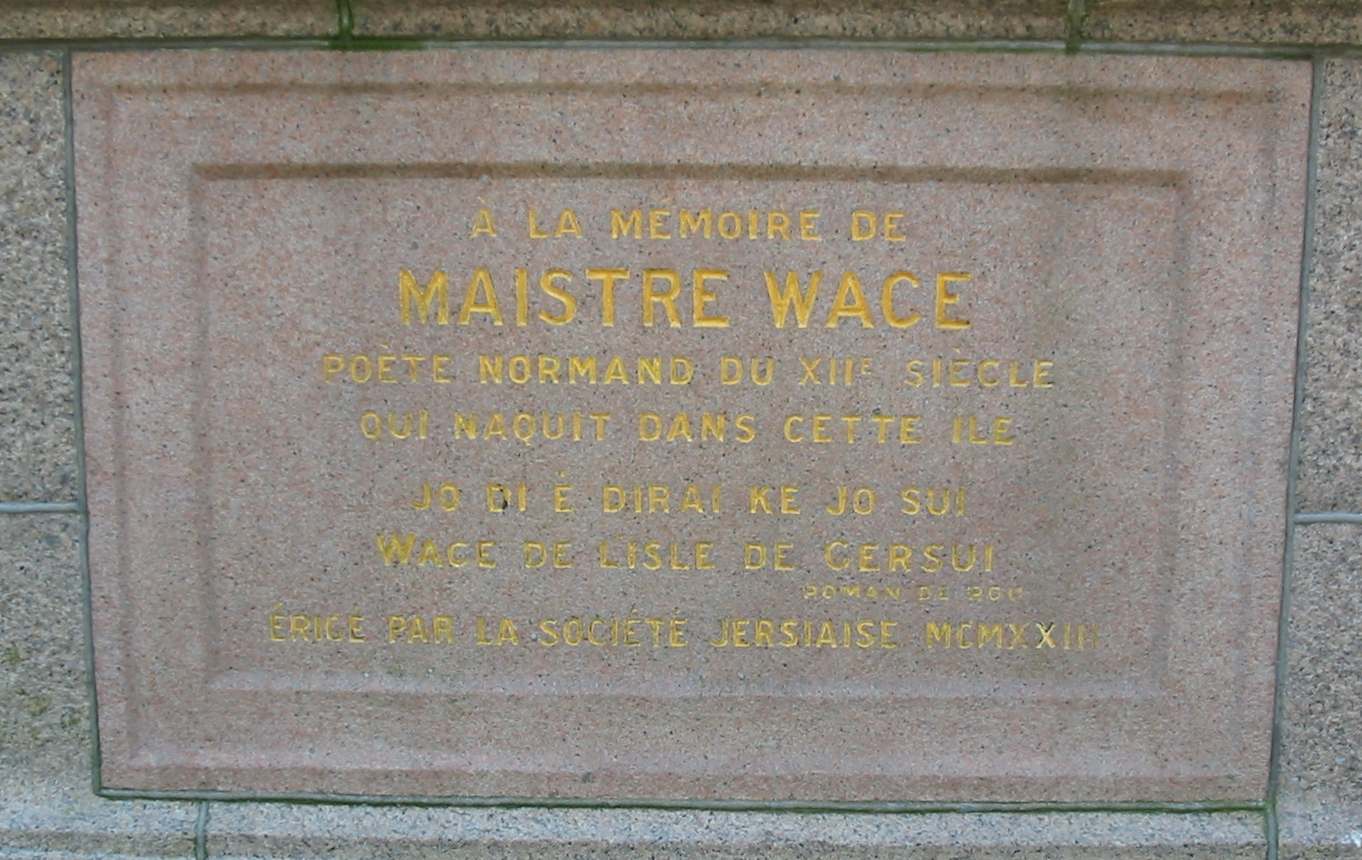
Pomnik Wace'a na Jersey

Wace of Jersey, Robert Wace (ur. ok. 1100 r. – zm. w 1174 r. w Bayeux), anglo-normandzki poeta i kronikarz, który pisał w języku anglo-normandzkim, starofrancuskim dialekcie.
Urodził się na Jersey i pochodził ze szlachty. W młodości został przeznaczony do stanu duchownego. Większość życia spędził w Normandii (w Caen) i pod koniec życia uzyskał prebendę w Bayeux.
Około roku 1155 ukończył dzieło Roman du Brut, nazywane też Geste des Bretons. Opierało się ono na kronikach Geoffreya z Monmouth i opisywało między innymi legendarnego króla Artura i rycerzy Okrągłego Stołu. W pewnym sensie było pisane na zamówienie Henryka II Plantageneta, któremu zależało na legitymizacji swojej władzy w Brytanii. W tym celu Henryk usiłował podkreślić duchowe pokrewieństwo Normanów i celtyckich Brytów, których wspólnym wrogiem byłyby plemiona saksońskie. Nie ma co do tego pewności, ale można przypuszczać, że Henryk II zlecił wydanie łacińskiej Historii... Geoffreya w języku i formie przystępniejszych dla szerszego grona czytelników (stąd starofrancuski, wierszowany niby-romans Wace'a), aby wykorzystać ją jako swoiste narzędzie propagandowe.
Wace pominął cytowane przez Geoffreya wieloznaczne proroctwa Merlina – prawdopodobnie po to, by nikt nie mógł ich odczytać w sposób niekorzystny dla króla. Uwypuklił także wątki natury religijnej, aby podkreślić kontrast między chrześcijańskim Arturem (i, w domyśle, Normanami, bowiem i sam Artur, i jego towarzysze do złudzenia przypominali normański dwór dwunastowiecznej Anglii) i pogańskimi plemionami saksońskimi. Wprowadził do literatury obecny już wcześniej w brytyjskich legendach mit Okrągłego Stołu, przy którym – na dworze Artura – zasiadali szlachetni rycerze wielu europejskich nacji, m.in. Brytowie, Francuzi, Normanowie, Flamandowie i Burgundowie. Obecnie uważa się, że ta wizja wyrażała nie tylko świetność arturiańskiego dworu, lecz także imperialne aspiracje Henryka II. Wace przypomniał również popularny wśród Brytów mit, że Artur nie zginął, lecz odpłynął na wyspę Avalon i wróci, by w przyszłości znów przejąć władzę w Brytanii.
Dzieło zadedykowano i przedstawiono królowej Eleonorze Akwitańskiej. Stało się ono kanwą do następnych dzieł literackich (Brut Layamona).
Następnym dziełem Wace'a był Roman de Rou lub Geste des Normands (1160-1174), poświęcony królowi Henrykowi II.
Inne jego dzieła to żywoty świętych Małgorzaty i Mikołaja.